# André Silva (político)
André Lourenço e Silva (Lisboa, São Cristóvão e São Lourenço, 2 de abril de 1976) é um engenheiro civil e deputado português, ex-porta-voz do PAN. Foi eleito deputado em 2015  na Assembleia da República Portuguesa pelo mesmo partido, o primeiro partido novo na Assembleia da República desde 1999.

## Biografia
Nasceu a 2 de abril de 1976 em Lisboa, Portugal, na extinta freguesia de São Cristóvão e São Lourenço (desde 2013, Santa Maria Maior).
Já a trabalhar, foi-se especializando em recuperação do património arquitetónico e artístico, tendo publicado alguns artigos científicos e o livro Conservação e Valorização do Património - Os Embrechados do Paço das Alcáçovas, em 2012, pela editora Esfera do Caos. 

## Carreira Profissional e Política
Terminada a Licenciatura em Engenharia Civil no Instituto Superior de Engenharia de Coimbra, alargou os seus estudos académicos com um mestrado Reabilitação e Conservação de Interiores pela Escola Superior de Artes Decorativas da Fundação Ricardo do Espírito Santo Silva (ESAD/FRESS), tendo obtido uma bolsa de mérito no ano letivo 2008/2009.
Trabalhou como engenheiro civil entre 2003 e 2015.
Ingressou no PAN em 2012 e integra a Comissão Política Nacional desde 2013, sendo atualmente o Porta-Voz da Comissão Política Permanente do Partido. Foi o quinto nas listas de candidatura do PAN às eleições europeias de 2014. Em 2015 foi cabeça de lista deste partido por Lisboa nas eleições legislativas, tendo sido eleito, dados 22 628 votos neste círculo, num entre um total de 75 140 votos.  Voltou a ser eleito deputado do PAN nas eleições legislativas seguintes.[carece de fontes?]
No dia 14 de março de 2021, anunciou numa carta aberta a todos os militantes do PAN, que no Congresso do partido nos dias 5 e 6 de junho, abandonaria o cargo de líder/porta-voz do PAN e renunciaria ao cargo de deputado, abandonando assim a vida política ativa. Foi substituído por Nelson Silva, que já o tinha substituído quando gozou a sua licença de paternidade. 

## Resultados eleitorais

### Eleições europeias
| Data | Partido | Partido | Posição    | Cl. | Votos  | %           | Status     | Notas |
| ---- | ------- | ------- | ---------- | --- | ------ | ----------- | ---------- | ----- |
| 2014 |         | PAN     | 5º (em 21) | 7.º | 56 363 | 1,7 / 100,0 | Não eleito |       |

### Eleições legislativas
| Data | Partido | Partido | Circulo eleitoral | Posição     | Cl. | Votos  | %           | +/- | Status | Notas                                                                                        |
| ---- | ------- | ------- | ----------------- | ----------- | --- | ------ | ----------- | --- | ------ | -------------------------------------------------------------------------------------------- |
| 2015 |         | PAN     | Lisboa            | 1.º (em 47) | 5.º | 22 628 | 2,0 / 100,0 |     | Eleito | Porta-voz do Pessoas–Animais–Natureza (2014-2021) Renunciou ao mandato a 28 de maio de 2021. |
| 2019 |         | PAN     | Lisboa            | 1.º (em 48) | 5.º | 48 536 | 4,4 / 100,0 | 2,4 | Eleito | Porta-voz do Pessoas–Animais–Natureza (2014-2021) Renunciou ao mandato a 28 de maio de 2021. |